# 목넘이 마을의 개
〈목넘이 마을의 개〉는 1948년 3월 《개벽》 에 발표한 황순원의 단편 소설이며, 1946년 5월 황순원이 월남한 무렵에 발표된 단편들 중 하나이다. 가난하고 피폐한 삶, 당대의 혼란하고 무질서한 사회상 등을 표출하고 있으며, 자전적 요소가 강하며 현실의 구체적인 무게가 크게 나타난다. 환경 조건을 넘어서는 생명력을 주제로 한다.
이 작품은 전지적 작가 시점으로 일관하고 있는데, 다른 작품들과는 달리 그 서술 시점이 더 효율적인 이유는 주로 '신둥이'라는 흰색 개의 생태를 중심으로 이야기를 진행한다는 데 있다. 나중에 〈차라리 내 목을〉이라는 단편에서는 작가가 말을 화자로 하여 역방향에서 사건의 깊은 내면을 부각시킴으로써 소설적 성공을 거두는 사례도 볼 수 있다. 이 작품에 등장하는 인간들, 예컨대 간난이 할아버지나 김 선달, 또 큰 동장네 및 작은 동장네 같은 이들의 기능은 부차적인 수준에 그친다. 반면에 신둥이를 비롯하여 검둥이, 바둑이, 누렁이 등 여러 빛깔의 개들이 작가의 주된 관심 대상이다. 한 외진 마을에서 이 개들은 자기들끼리 또는 인간과의 관계를 통해 생존, 번식, 화해와 같은 개념들을 구체적 실상으로 입증해 보이고 있다.